# Raymond Damadian
Raymond Vahan Damadian (* 16. März 1936 in New York City, New York; † 3. August 2022 in Woodbury, New York) war ein US-amerikanischer Mediziner armenischer Abstammung. Er war Miterfinder der Magnetresonanztomographie (MRT), damals noch Kernspintomographie genannt, eines medizinischen Verfahrens, mit dem Krebs am lebenden Menschen erkannt werden kann.
Damadian kam im New Yorker Stadtteil Manhattan zur Welt. Sein Vater Vahan Damadian war ein aus der Türkei immigrierter Armenier und arbeitete als Graveur bei einer Zeitung, seine Mutter Odette war eine Buchhalterin. Er behauptete 1971 entdeckt zu haben, dass die Relaxationszeiten in krankem und gesundem Gewebe unterschiedlich sind. Andere Wissenschaftler konnten das nicht reproduzieren. Außerdem entwickelte er das Konzept des Ganzkörperscans für den menschlichen Körper und führte ihn am 3. Juli 1977 erstmals durch. Seine Erfindung, für die er 1974 auch ein Patent bekam, ermöglichte allerdings nur eine bildlose Krebserkennung und wurde später von anderen Methoden abgelöst.
Als Paul Lauterbur und Peter Mansfield 2003 der Nobelpreis für Physiologie oder Medizin für ihre Beiträge zur Magnetresonanztomographie mit bildhafter Darstellung verliehen wurde, wurde Damadian übergangen, was eine lang anhaltende Kontroverse auslöste. In verschiedenen Tageszeitungen versuchte Damadian erfolglos mit ganzseitigen Anzeigen, das Nobelkomitee umzustimmen.

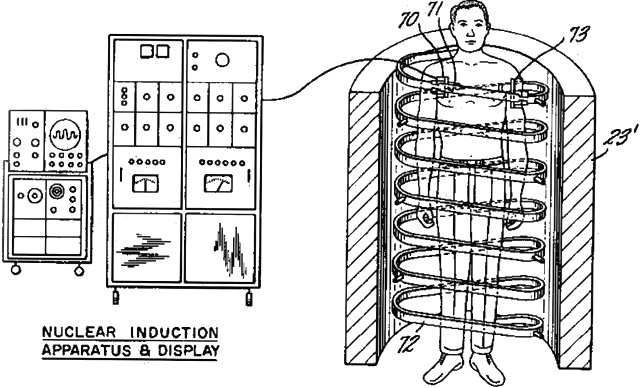
Raymond Damadians "Apparat und Methode zur Entdeckung von Krebs in Gewebe"

Damadian erhielt andere Ehrungen für seine Erfindung:
- 1988: National Medal of Technology
- 1989: Aufnahme in die amerikanische National Inventors Hall of Fame[3]
- 2001: Lemelson-MIT-Preis[4]
- Bower Award in Business Leadership des Franklin Institute in Philadelphia[5]
- 2003: Innovation Award in Bioscience vom The Economist[6]
- 2003: „Knights of Vartan“ – „Mann des Jahres“[7]

Seit 1978 war Damadian Präsident der von ihm gegründeten Firma FONAR, eines Herstellers von MRT-Geräten.
Damadian war Anhänger des Junge-Erde-Kreationismus.